# Али-Кую
Али́-Кую́ — аул в Курском районе (муниципальном округе) Ставропольского края России.

## Варианты названия
- Али-куй,
- Аликуи,
- Аликуй,
- Аликум,
- Аликую[4].

## География
Расстояние до краевого центра: 272 км.
Расстояние до районного центра: 52 км.

## История
Основан в 1880 году. По данным Всесоюзной переписи населения 1926 года населённый пункт состоял из 70 дворов; общее число жителей составляло 345 человек (171 мужчина и 174 женщины); преобладающая национальность — великороссы. В 1927 году в административном отношении посёлок Бирюлькин являлся административным центром Аликуйского сельсовета Наурского района Терского округа:58—59.
До 16 марта 2020 года входил в состав сельского поселения Рощинский сельсовет.

## Население
| 1926 | 1989 | 2002 | 2010 | 2021 |
| ---- | ---- | ---- | ---- | ---- |
| 345  | ↘143 | ↗211 | ↘195 | ↘182 |

По данным переписи 2002 года в национальной структуре населения чеченцы составляли 29 %, кумыки — 29 %.

## Инфраструктура
- Посёлок газифицирован в ноябре 2012 года[12]

## Кладбище
В 500 м к северо-западу от аула расположено общественное открытое кладбище площадью 15 тыс. м².